# Макдональд, Шона
Шона Макдональд (род. 21 февраля 1981 года) — шотландская актриса кино, театра и телевидения. Широко известна по дилогии «Спуск», телесериалу «Призраки» и фильму «Грязь».

## Биография
Шона Макдональд родилась в Малайзии, однако вскоре семья вернулась в Эдинбург. Окончила Королевскую Шотландскую академию музыки и драмы. Карьера актрисы началась в 1999 году.
Замужем, имеет трёх детей.

## Фильмография

### Роли в кино
- 1999: Сборщик долгов — Катриона
- 2000: Рассвет — Эмили
- 2001: За покупками на ночь — Гейл
- 2004: xакетное Сообщение — Екатерина
- 2004: Чудоземля — Сандра
- 2005: Спуск — Сара
- 2006: Куриный суп (короткометражный фильм) — Джесс
- 2007: Джексэм — Рэйчел
- 2007: Ферма — Кэти
- 2008: Хроники мутантов — Аделаида
- 2008: Тихая ночь, смертельная ночь — Сестра Маргарет
- 2009: Спуск 2 — Сара
- 2011: Поход — Елена
- 2013: Грязь — Кэрол Робертсон
- 2015: Вой — Kate
- 2018: Проклятие Хопвелл

### Телевидение
- 2000: Комнаты смерти: Загадки настоящего Шерлока Холмса — Хизер
- 2002: Таггарт — Елена Маккейб
- 2003—2004: Призраки — Сэм Бакстон
- 2003: Большая игра (мини-сериал) — Соня Бейкер
- 2006: Море душ — Рози
- 2007: Свадебные Красавицы — Рона
- 2008: Раскопки (серия 1, эпизод 3) — Боудикка
- 2013: Улица потрошителя (серия 1, Эпизод 7) — Марта
- 2014: Хемлок Гроув — доктор Галина Железнова-Бурдуковская
- 2018: Плач — доктор Уоллас

## Роли в театре
- Приятель Джои — Стюардесса (Театр Цитизенс, Глазго)
- Победы — Девоншир / Пайл (Королевский лицей, Эдинбург)
- Вид с моста — Екатерина (Бирмингем Рэп)
- Реализм — роль не известна (Национальный театр Шотландии)
- Мария Стюарт получила свой отрубили голову — Мэри, королева Шотландии / Мэриан (Королевский лицей, Эдинбург)